# 大阿雷阿山
44°58′48″N 6°34′22″E / 44.98°N 6.572778°E

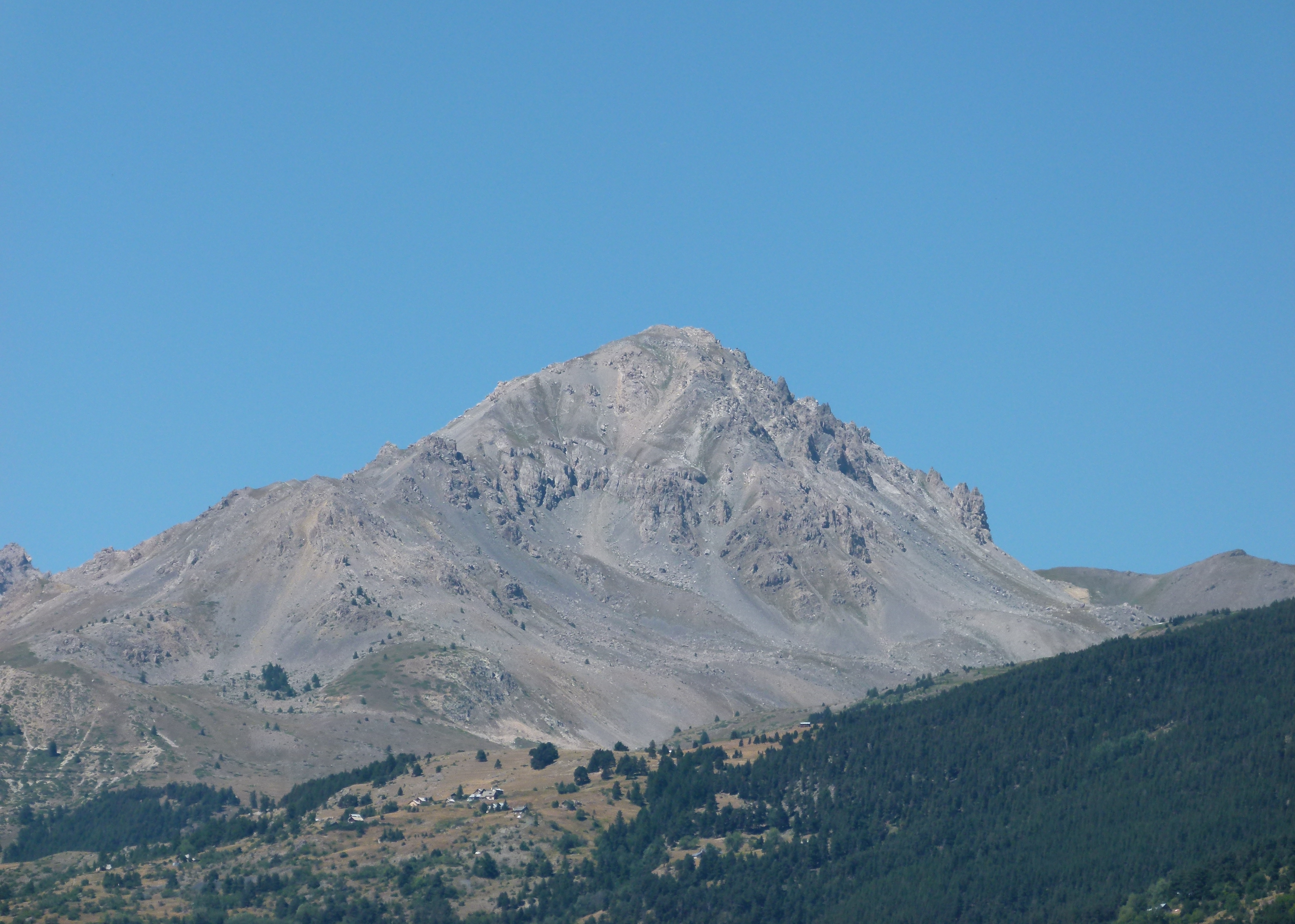

大阿雷阿山（法語：Grand Aréa），是法國的山峰，位於該國東南部，由普羅旺斯-阿爾卑斯-蔚藍海岸大區負責管轄，屬於科蒂安阿爾卑斯山脈中塞爾斯山的一部分，海拔高度2,869米。